# Kaspars Dubra
Kaspars Dubra (ur. 20 grudnia 1990 w Rydze) – łotewski piłkarz grający na pozycji obrońcy, reprezentant Łotwy.

## Kariera piłkarska

### Kariera klubowa
Wychowanek Skonto FC, w barwach którego w 2007 rozpoczął karierę piłkarską. W 2008 i 2009 został wypożyczony do JFK Olimps. Wiosną 2012 grał w Polonii Bytom, a latem 2012 przeszedł do FK Ventspils. Na początku 2015 przeniósł się do BATE Borysów. W sierpniu 2017 został piłkarzem RFS. 4 stycznia 2019 podpisał kontrakt z Irtyszem Pawłodar. 16 sierpnia 2019 zasilił skład FK Ołeksandrija.

### Kariera reprezentacyjna
Występował w juniorskiej i młodzieżowej reprezentacjach Łotwy. W 2010 roku zadebiutował w narodowej kadrze Łotwy.

## Sukcesy i odznaczenia

### Sukcesy klubowe
Skonto FC
- mistrz Łotwy: 2010

FK Ventspils
- mistrz Łotwy: 2013, 2014
- zdobywca Pucharu Łotwy: 2012/13

BATE Borysów
- mistrz Białorusi: 2016, 2015
- finalista Pucharu Białorusi: 2015/16
- zdobywca Superpucharu Białorusi: 2015, 2016, 2017

RFS
- zdobywca Pucharu ligi łotewskiej: 2018